# Campanula rechingeri
Campanula rechingeri är en klockväxtart som beskrevs av Demetrius Phitos. Campanula rechingeri ingår i släktet blåklockor, och familjen klockväxter. Inga underarter finns listade i Catalogue of Life.